# World Rugby
O World Rugby (antigo International Rugby Board, IRB) é a entidade máxima do rugby. Foi fundada em 1886 como Conselho Internacional de Futebol-Rúgbi (em inglês:  International Rugby Football Board, IRFB) por Escócia, Irlanda e País de Gales, tendo a Inglaterra, em 1890, tornando-se o primeiro país não fundador a integrar a entidade. A Austrália, Nova Zelândia e África do Sul tornaram-se membros plenos em 1949. A França tornou-se membro em 1978 e oitenta membros se juntaram de 1987 a 1999. O Conselho foi rebatizado como International Rugby Board (IRB) em 1998 e assumiu o nome atual de World Rugby em novembro de 2014.
Sua sede está localizada na cidade de Dublin, na Irlanda. Seus membros atualmente são 120 uniões nacionais. Cada país-membro também deve ser membro de uma das seis organizações regionais em que o mundo está dividido: África, Ásia, Europa, América do Norte e Caribe, América do Sul e Central e Oceania.
Em 2009, o Comité Olímpico Internacional (COI) votou para incluir o rúgbi nos Jogos Olímpicos, a partir da edição de 2016, voltando a fazer parte dos Jogos após um hiato de 82 anos, contudo a versão a ser disputada passou a ser o rugby de sete.

## História
Até 1885 as leis do rugby foram feitas pela Inglaterra, como nação fundadora. No entanto, após um ensaio (try) disputado em uma partida internacional entre a Escócia e a Inglaterra em 1884, foram trocadas cartas em que a Inglaterra alegou que eles fizeram as leis e o ensaio deveria valer. A Escócia recusou-se a jogar contra a Inglaterra no Home Nations Championship de 1885. Após a disputa, as uniões da Escócia, Irlanda e País de Gales decidiram formar uma união internacional cujos membros concordariam com as regras padrão do rugby. As três nações reuniram-se em Dublin em 1886, embora nenhum regulamento formal tenha sido acordado. Em 5 de dezembro de 1887, os membros do comité da União de Rugby da Irlanda, União Escocesa de Rugby (na época chamada União Esportiva Escocesa) e União Galesa de Rugby reuniram-se em Manchester e redigiram os quatro primeiros princípios do International Rugby Football Board. A Inglaterra recusou-se a participar da fundação do IRFB, afirmando que eles deveriam ter maior representação, pois tinham mais clubes. A União da Inglaterra também se recusou a aceitar o IRFB como o reconhecido legislador do jogo. Isso levou o IRFB a assumir a posição de países membros que não jogavam na Inglaterra até ingressarem, e nenhum jogo foi disputado contra a Inglaterra em 1888 e 1889. Em 1890, a Inglaterra aderiu ao IRFB, ganhando seis assentos, enquanto as outras uniões receberam duas. No mesmo ano, o IRFB escreveu as primeiras leis internacionais de rugby union.

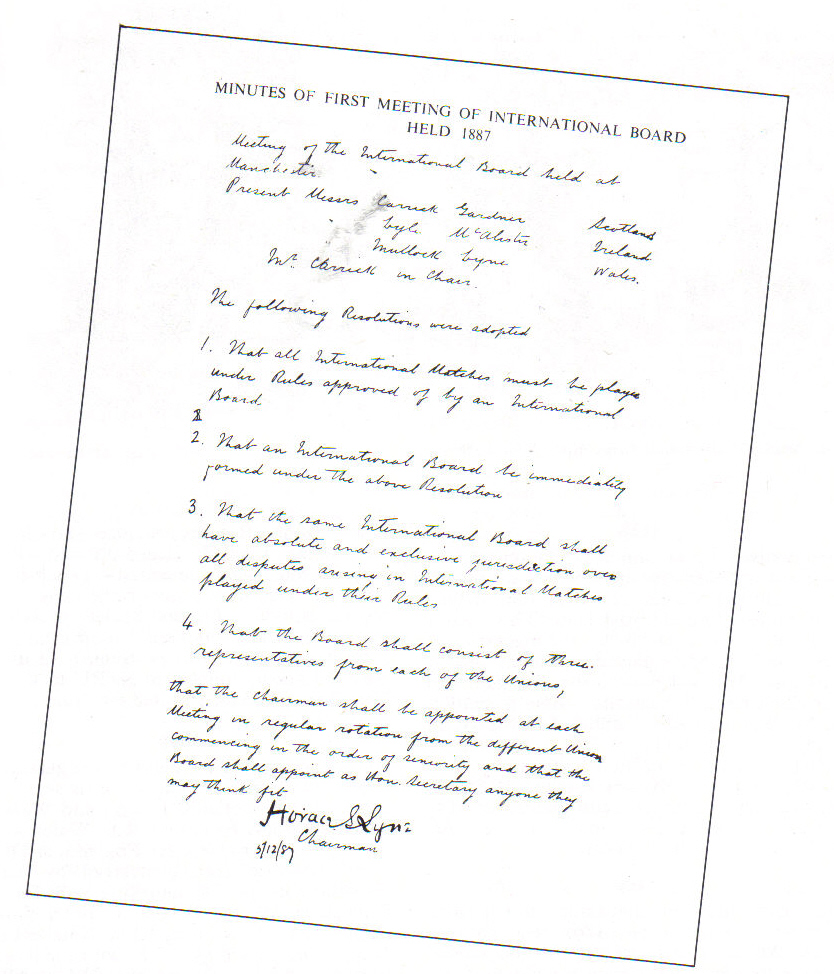
Ata da primeira reunião formal do IRFB, realizada com representantes de Irlanda, Escócia e do País de Gales.

Em 1893, o IRFB foi confrontado com a divisão entre o amadorismo e o profissionalismo, que foi chamado de "Grande Cisma". Após a introdução de homens da classe trabalhadora no jogo no norte da Inglaterra, os clubes começaram a realizar pagamentos pelas horas não trabalhadas aos jogadores, devido à perda de ganhos por jogar no dia de sábado. O Cumberland County Union também reclamou de outro clube que usava incentivos monetários para atrair jogadores, levando o IRFB a conduzir um inquérito. O IRFB foi avisado por todos os principais clubes de Lancashire e Yorkshire de que qualquer punição levaria os clubes a se separarem da união. O debate sobre esses "pagamentos interrompidos" fez com que os 22 principais clubes de Yorkshire e Lancashire formassem a Northern Rugby Football Union, hoje conhecida como Rugby Football League. As leis das uniões concorrentes do jogo divergiram quase imediatamente; o código do corpo do norte acabou se tornando conhecido como futebol de rugby league.
Os assentos da Inglaterra no IRFB foram reduzidos de seis para quatro, em 1911. A União de Rúgbi da Austrália, a União de Rugby da Nova Zelândia e o Conselho de Rugby da África do Sul aderiram ao Conselho da IRFB com um assento cada um, em 1948, fazendo com que os assentos da Inglaterra fossem reduzidos a dois, a mesma quantidade das outras nações de origem. As três uniões do hemisfério sul receberam um segundo assento em 1958. A Federação Francesa de Rugby foi admitida em 1978 e a União de Rugby da Argentina, a União Canadense de Rugby, a Federação Italiana de Rugby e a União de Futebol Rugby do Japão foram admitidas em 1991. Em 2016, a Geórgia, bem como a Roménia e os Estados Unidos foram acrescentados ao Conselho de votação com um voto cada. Além disso, os atuais membros do Conselho, Argentina, Canadá e Itália, receberam um segundo representante e uma votação. As seis associações regionais representadas no Conselho também receberam uma votação adicional.
Acredita-se que no final da década de 1950 o IRFB começou a pensar na realização de um campeonato mundial. Em 1983 e 1984, respectivamente, as federações australianas e neozelandesas de rugby propuseram sediar esse torneio. No ano seguinte, a diretoria se comprometeu a realizar um estudo de viabilidade. Um ano depois, houve outra reunião em Paris e, posteriormente, a União votou a ideia. Foi a votação da Áfria co Sul que provou ser crucial na criação de um voto empatado, pois eles votaram a favor, mesmo sabendo que seriam excluídos devido ao boicote desportivo por causa de suas políticas de apartheid. Os votos ingleses e galeses foram então alterados e a votação foi ganha de 10 a 6.

## Estrutura
O World Rugby Council reúne-se duas vezes por ano e gere e controla os assuntos do World Rugby. O Conselho formula e supervisiona a implementação do plano estratégico do World Rugby e a aplicação de decisões políticas, além de selecionar a(s) nação(s) anfitriã(s) para a Copa do Mundo de Rugby, levando em consideração as recomendações da Assembleia Geral, bem como admitir ou expulsar nações membros. O Conselho é também a suprema autoridade legislativa do World Rugby. A maioria das decisões do Conselho exige a aprovação da maioria simples, mas para alterar os estatutos, regulamentos ou as Leis do Jogo do World Rugby, é necessária a aprovação de três quartos do Conselho.
Desde maio de 2017, o conselho é composto por 31 delegados com um total de 48 votos, distribuídos da seguinte forma:
- (30) Dez uniões têm três votos e dois delegados: Argentina, Austrália, Inglaterra, França, Irlanda, Itália, Nova Zelândia, Escócia, África do Sul e País de Gales.
- (2) Uma união tem dois votos e um delegado: o Japão.
- (4) Quatro uniões têm, cada um, um voto e um delegado: Canadá, Geórgia, Romênia e Estados Unidos.
- (12) As seis associações regionais que representam a Europa, a América do Sul, as América do Norte, a África, a Ásia e a Oceania têm, cada uma, dois votos e um delegado.

No total, a Europa tem 22 votos; Oceania 8 votos; América do Sul 5 votos; África 5 votos; América do Norte 4 votos e Ásia 4 votos.
Um Presidente e um Vice-Presidente são eleitos entre os delegados e estes cargos estão ocupados por Bill Beaumont, da Inglaterra, e Agustín Pichot, da Argentina, respectivamente, desde maio de 2017.

### Associações regionais

Mapa dos membros e associados da World Rugby.

As associações regionais que representam cada continente, são afiliadas ao World Rugby e ajudam a desenvolver o tradicional jogo de XV, bem como o rugby de sete em todo o mundo. Nem todos os membros das associações regionais são membros do World Rugby.
O mundo do rugby está dividido em seis regiões governadas por associações regionais:
- Rugby Europe (Europa) - 37 membros e 3 associados;
- Sudamérica Rugby (América do Sul e Central) - 9 membros e 1 associado;
- Rugby Africa (África) - 18 membros e 4 associados;
- Asia Rugby (Ásia) 17 membros e 5 associados;
- Rugby Americas North (América do Norte e Índias Ocidentais) - 11 membros e 2 associados;
- Oceania Rugby (Oceania) 12 membros.

No total, o World Rugby possui 104 membros plenos e 15 associados.

## Prêmios
- IRB International Coach of the Year
- IRB International U19 Player of the Year
- IRB International U21 Player of the Year
- IRB International Player of the Year
- World Rugby Sevens Player of the Year
- IRB International Team of the Year
- IRB International Sevens Team of the Year
- IRB Women’s Personality of the Year
- IRB Referee Award for Distinguished Service
- Vernon Pugh Award for Distinguished Service
- IRB Development Award
- Spirit of Ruby Award
- IRPA Try of the Year
- IRPA Special Merit Award
- IRB Hall of Fame inductees